# P-06D
docomo with series ELUGA V P-06D（ドコモ ウィズシリーズ エルーガ ブイ  ピー ゼロロクディー）は、パナソニック モバイルコミュニケーションズによって開発されたNTTドコモの第3世代移動通信システム（FOMA）端末。docomo with seriesのひとつ。

## 概要
パナソニックが海外向けに展開する「ELUGA（エルーガ）」シリーズでは初となる国内向けモデルで、P-02Dの事実上の後継機である。製品名の「V」は「ビジュアル・コミュニケーション」を意味している。
狭額縁技術により幅65mmながら4.6インチのディスプレイを搭載しているほか、おくだけ充電に対応しており、おくだけ充電に対応したパナソニック製のブルーレイレコーダーDIGAとの連携により充電中にレコーダーから録画した番組を取得したり、P-06Dに保存されている静止画をディーガに自動転送できる機能を備えている。
アウトカメラは、有効画素数1320万画素と2012年夏モデルの全ラインナップでは、最大の画素数を誇る。またインカメラも有効画素数130万画素で、自分撮りも高精細に行えるほか、アウトカメラと同様に顔認識やセルフタイマー、手ぶれ補正などの機能の設定も可能。
また同社製のデジタルカメラ「LUMIX」の画像処理技術を携帯電話・スマートフォン向けにアレンジした「Mobile VenusEngine」を搭載しているほか、撮影した写真を特殊効果やらくがきなどで加工したり、「ピクチャジャンプ」機能を使ってSNSやブログへの投稿も手軽に行える。本体右側面にはシャッターキーを備え、画面ロック時でも長押しすることでカメラ機能の起動が可能である。
バッテリー容量は1600mAh。
なお、モバキャス・Xiには対応していない。

## 主な機能
| 主な対応サービス                                 | 主な対応サービス                         | 主な対応サービス                       | 主な対応サービス                              |
| ------------------------------------------------ | ---------------------------------------- | -------------------------------------- | --------------------------------------------- |
| タッチパネル／加速度センサー                     | Xi／FOMAハイスピード                     | Bluetooth                              | DCMX／おサイフケータイ／赤外線／トルカ        |
| ワンセグ／モバキャス／FMラジオ                   | メロディコール                           | テザリング                             | WiFi IEEE802.11b/g/n                          |
| GPS                                              | spモード／Eメール／電話帳バックアップ    | デコメール／デコメ絵文字／デコメアニメ | iチャネル                                     |
| エリアメール／ソフトウェアーアップデート自動更新 | デジタルオーディオプレーヤー(WMA)(MP3他) | GSM／3Gローミング（WORLD WING）        | フルブラウザ／Flash Player 11.1               |
| Google Play／dメニュー／dマーケット              | Gmail／Google Talk                       | YouTube／Picasa                        | ドコモ地図ナビ／Google Maps／ストリートビュー |

## 歴史
- 2012年5月16日 - NTTドコモより発表。
- 2012年7月6日 - 事前予約開始。
- 2012年7月12日 - 発売開始[4]。
- 2012年9月25日 - 新色としてホワイトを追加発表[5]。
- 2012年11月13日 - ホワイト事前予約開始。
- 2012年11月20日 - ホワイト発売開始[6]。

## アップデート
2012年8月2日に以下の不具合の修正がソフトウェアアップデートによって行われた。
- 一定時間操作しない状態で省電力モードへ移行すると、本体が再起動する場合がある。

2012年10月1日に以下の不具合の修正がソフトウェアアップデートによって行われた。
- カメラを起動すると、まれにエラーが表示され、カメラが起動できない場合がある。
- SDビデオを起動して動画を再生しようとした際、まれにエラーが表示され、再生できない場合がある。

2012年10月31日に以下の不具合の修正がソフトウェアアップデートによって行われた。
- 特定の動画ファイルを再生しようとすると、エラー画面が表示され再生されない場合がある。

2012年11月26日に以下の不具合の修正がソフトウェアアップデートによって行われた。
- 通話中、まれに受話口から聞こえる相手の声に雑音が混入する場合がある。

2013年1月10日に以下の不具合の修正がソフトウェアアップデートによって行われた。
- 電源起動時、まれに機内モードが意図せず設定される場合がある。

2013年9月3日に以下の不具合の修正がソフトウェアアップデートによって行われた。
- 携帯電話（本体）の電池残量表示が実際の電池残量よりも多く表示される場合がある。